# اویوا تویکا
اویوا تویکا (به فنلاندی: Oiva Toikka)؛ (زادۀ ۲۹ مهٔ ۱۹۳۱ میلادی – درگذشتۀ ۲۲ آوریل ۲۰۱۹ میلادی) یک طراح شیشه اهل فنلاند بود که بیشتر به خاطر طراحی‌هایش برای ایتالا شهرت داشت.

## زندگی‌نامه
اویوا تویکا در ویپورین ماالایسکونتا، شهرداری روستایی اطراف ویبورگ فنلاند آن زمان، که اکنون بخشی از روسیه است، به دنیا آمد. او در یک مزرعه بزرگ شد و تحت تأثیر تاریخ غنی آن منطقه قرار گرفت.
اویوا تویکا به دلیل طراحی‌هایش برای ظروف شیشه‌ای برای شرکت طراحی فنلاندی ایتالا مشهور بود. او که در ابتدا در دانشگاه هنر و طراحی هلسینکی در زمینۀ سرامیک آموزش دید، طراحی شیشه را بعداً در زندگی آغاز کرد. برخی از معروف‌ترین آثار او ظروف کاستهلمی و فلورا از دههٔ ۱۹۶۰ میلادی و مجموعهٔ پیونی و کرووی از دههٔ ۱۹۷۰ میلادی هستند.
در کنار طرح‌های ظروف شیشه‌ای، تویکا بیشتر به خاطر طراحی‌هایش برای مجموعهٔ ایتالا «پرندگان اثر تویکا» شناخته می‌شود. از سال ۱۹۷۲ میلادی تا زمان مرگش در سال ۲۰۱۹ میلادی، تویکا بیش از ۴۰۰ پرندۀ شیشه‌ای با تکینیک دمیدن با دهان ایجاد کرد. اگرچه تویکا در اصل در کارخانهٔ شیشه‌گری نوتایاروی در اوریالا کار می‌کرد، طرح‌های او در حال حاضر در کارخانۀ شیشه‌سازی ایتالا در همن‌لینا تولید می‌شوند.
تویکا در سایر رسانه‌های خلاق نیز از موفقیت برخوردار بود. او به‌ عنوان طراح صحنه و لباس، عموماً با کارگردان فنلاندی لیزبت لندفورت که زندگی‌نامه‌اش را به تصویر کشیده بود، کار کرد. در سال‌های پایانی زندگی، او همچنین با تولیدات تئاتر ملی فنلاند و اُپرای ملی فنلاند همراه بود. او همچنین گاهی اوقات طرح‌های منسوجات نیز برای مجموعه‌های ماریمکو ارائه کرده‌ است.
جوایز تویکا شامل جایزۀ لونینگ در سال ۱۹۷۰ میلادی، جایزهٔ دولتی فنلاند برای صنایع دستی و طراحی در سال ۱۹۷۵ میلادی، مدال پرو فنلاندیا در سال ۱۹۸۰ میلادی، جایزه طراحی کای فرانک در سال ۱۹۹۲ میلادی، جایزهٔ فنلاند در سال ۲۰۰۰ میلادی و مدال شاهزاده یوجین در سال ۲۰۰۱ میلادی است.

## ادبیات
- هانس، آلفونس و کرمر، ولفگانگ و آیش، اروین: «مجموعهٔ ولفگانگ کرمر، موزۀ شیشه‌ای فراوناو: شیشهٔ قرن بیستم؛ دههٔ ۵۰ تا ۷۰ میلادی»، صفحات ۵۸–۵۶. شنل و اشتاینر، مونیخ-زوریخ، ۱۹۸۹ میلادی (موزه‌های باواریا، ۹.) شابک: ۳-۷۹۵۴-۰۷۵۳-۲.
- «پرندگان اثر تویکا ۲۰۰۸ میلادی»، انتشارات گروه ایتالا، هلسینکی، ۲۰۰۸ میلادی.
- داوسون، جک: «اویوا تویکا: شیشه و طراحی»، ورنر سودرستروم، ۲۰۰۷ میلادی.